# Eli Degibri
 (octobre 2013).
Si vous disposez d'ouvrages ou d'articles de référence ou si vous connaissez des sites web de qualité traitant du thème abordé ici, merci de compléter l'article en donnant les références utiles à sa vérifiabilité et en les liant à la section « Notes et références ».
Eli Degibri né le 3 mai 1978 à Jaffa, en Israël, est un saxophoniste et compositeur de jazz. Il fait partie des leaders de la scène de jazz israélienne au côté d'Avishai Cohen ou Omer Avital.

## Biographie
Eli Degibri a commencé par apprendre la mandoline à l'âge de 7 ans au conservatoire de musique de Jaffa grâce à un programme de formation après l'école.
Trois ans plus tard, après avoir assisté à un concert de jazz, il est tombé amoureux du saxophone et il a décidé d'étudier cet instrument.
En 1994, Eli Degibri a reçu une bourse d'études pour participer à un programme d'été au sein de la prestigieuse école de musique Berklee College of Music. L'année suivante, il remporte à nouveau une bourse d'études qui lui permet de participer une seconde fois au programme d'été à Berklee.
En 1997, à l'âge de 18 ans, Eli Degibri reçoit une bourse d'études complète qui lui permet d'étudier au Berklee College of Music et s'installe aux États-Unis. Après un an passé au Berklee, il fait partie des seulement 6 musiciens sélectionnés pour participer au programme de l'institut de jazz Thelonious Monk,, où Eli Degibri a pu étudier et jouer avec, entre autres, Ron Carter, Benny Golson, Jimmy Heath et Clark Terry.

## Carrière
Diplômé de l'institut Thelonious Monk en 1999, Eli Degibri est sollicité pour rejoindre la formation en sextet du pianiste Herbie Hancock pour interpréter son album, Gerswin's World. Eli Degibri fait le tour du monde au sein de cette formation, pendant deux ans et demi et est présent dans le DVD spécial d'Herbie Hancock en 2002 The Jazz Channel Presents Herbie Hancock.
En 2002, Eli Degibri s'installe à New York, où il forme son premier quintette, composé de Kurt Rosenwinkel, Aaron Goldberg, Ben Street and Jeff Ballard. Le groupe est amené à jouer régulièrement dans les clubs de jazz new-yorkais : le Blue Note, le Jazz Standard, le 55 Bar et le Smalls Jazz Club. La même année, Eli Degibri rejoint le quartet du batteur Al Foster.
En 2003, Eli Degibri sort son premier disque, In The Beginning, avec son quintette, sur le label Fresh Sound.
En 2006, Il sort un deuxième album, Emotionally Available, sur le même label Fresh Sound, toujours accompagné par Aaron Goldberg au piano, Ben Street à la contrebasse and Jeff Ballard à la batterie. Cette même année, il enregistre un autre album, One Little Song, en duo avec le pianiste Kevin Hays.
Eli Degibri a participé en 2008, au disque d'Al Foster, Love, Peace and Jazz, un enregistrement en direct du légendaire club new yorkais le Village Vanguard. Il sera également présent dans le long métrage d'Al Foster, The Paris Concert. 
Un concert du quartette d'Al Foster au Village Vanguard, a été retransmis sur les ondes de la radio NPR le 21 mai 2008.
En 2008, Eli Degibri forme son propre trio en compagnie de Gary Versace et Obed Calvaire avec lesquels il enregistre son 4e disque, Live at Louis 649.
En 2010, il enregistre son disque Israeli Song sur le label Anzic Records, avec Ron Carter à la contre basse, Al Foster à la batterie et Brad Mehldau au piano.
En janvier 2011 Eli Degibri a été invité pour diriger la première édition du festival de jazz en Israël, à Eilat, le Red Sea Jazz Festival. Il y a joué un duo avec le pianiste Kenny Barron.
En avril 2011 Eli Degibri rejoint à nouveau le batteur Al Foster et le bassiste George Mraz ainsi que le pianiste Fred Hersch au club de jazz new yorkais le Birdland pour rendre hommage à la musique du défunt Joe Henderson. La même année, le quartette a été invité pour jouer au North Sea Jazz Festival et au Gent Jazz Festival.
En octobre 2011, Eli Degibri a été choisi pour succéder au contrebassiste Avishai Cohen en tant que directeur artistique du Red Sea Jazz Festival.
En avril 2012, Eli Degibri a été invité pour participer à la première journée internationale du jazz organisée par l'UNESCO à l'Assemblée Général de l'ONU à New York, au côté de nombreux musiciens de jazz parmi les plus talentueux dans le monde.

En avril 2013, Eli Degibri enregistre son 6e disque, Twelve, sur son propre label PiLi Records en collaboration avec le label Plus Loin Music. Dans cet album il est accompagné de jeunes musiciens talentueux, le pianiste Gadi Lehavi, le batteur Ofri Nehemya et le contrebassite Barak Mori.
Eli Degibri a aussi travaillé avec Eric Reed et le Mingus Big Band.

## Discographie

### En tant que leader
- In The Beginning (2003)
- Emotionally Available (2006)
- Live At Louis 649 (2008)
- Israeli Song (2010)
- Twelve (2013)

### En tant que co-leader
- One Little Song (2006) - with Kevin Hays

### En tant que sideman
- The Jazz Channel Presents Herbie Hancock (2002) - Herbie Hancock
- Love, Peace and Jazz! Live at the Village Vanguard (2008) - Al Foster
- The Paris Concert (2008) - Al Foster